# La Borda (Solsona)
La Borda (també anomenada el serrat de cal Trinxet) és una muntanya de 837 metres que es troba al municipi de Solsona, a la comarca del Solsonès. Al cim podem trobar-hi un vèrtex geodèsic (referència 273096015).
A uns 400 metres al sud-sud-est, hi trobem la casa de cal Trinxet de la Costa (o simplement, cal Trinxet), una masia de la qual prové un dels noms de la serra.